# Darkside Witches
Darkside Witches è un film del 2015 scritto e diretto da Gerard Diefenthal, che figura pure nel cast artistico nei panni dell'esorcista. Il film si avvale dell'interpretazione delle celebri attrici Barbara Bouchet e Anna Orso.

## Trama
Nel 1589, a Triora, sei donne vengono condannate al rogo perché accusate di stregoneria e bruciate vive senza appello. La strega Sibilla invoca il demone Pazuzu e sigla un patto con il diavolo, che le promette vendetta in cambio di eterna obbedienza e devozione. Le donne, dotate di malefici poteri, rinascono assetate di sangue ai giorni nostri; mentre, sotto le spoglie del parroco locale, Pazuzu trama per sovvertire l'ordine cosmico tra il Bene ed il Male. Il Vaticano, al fine di indagare su strani e inspiegabili avvenimenti, invia il coraggioso esorcista Don Gabriele.

## Distribuzione
La pellicola, presentata da Barbara Bouchet al Fantafestival 2015, dove è stata proiettata in anteprima in vista di una distribuzione nelle sale italiane che non è più avvenuta. Il film è stato distribuito direct-to-video negli Stati Uniti, America del Nord, Canada, Australia, Spagna, Germania, Austria, Giappone.